# John Douglas (General)

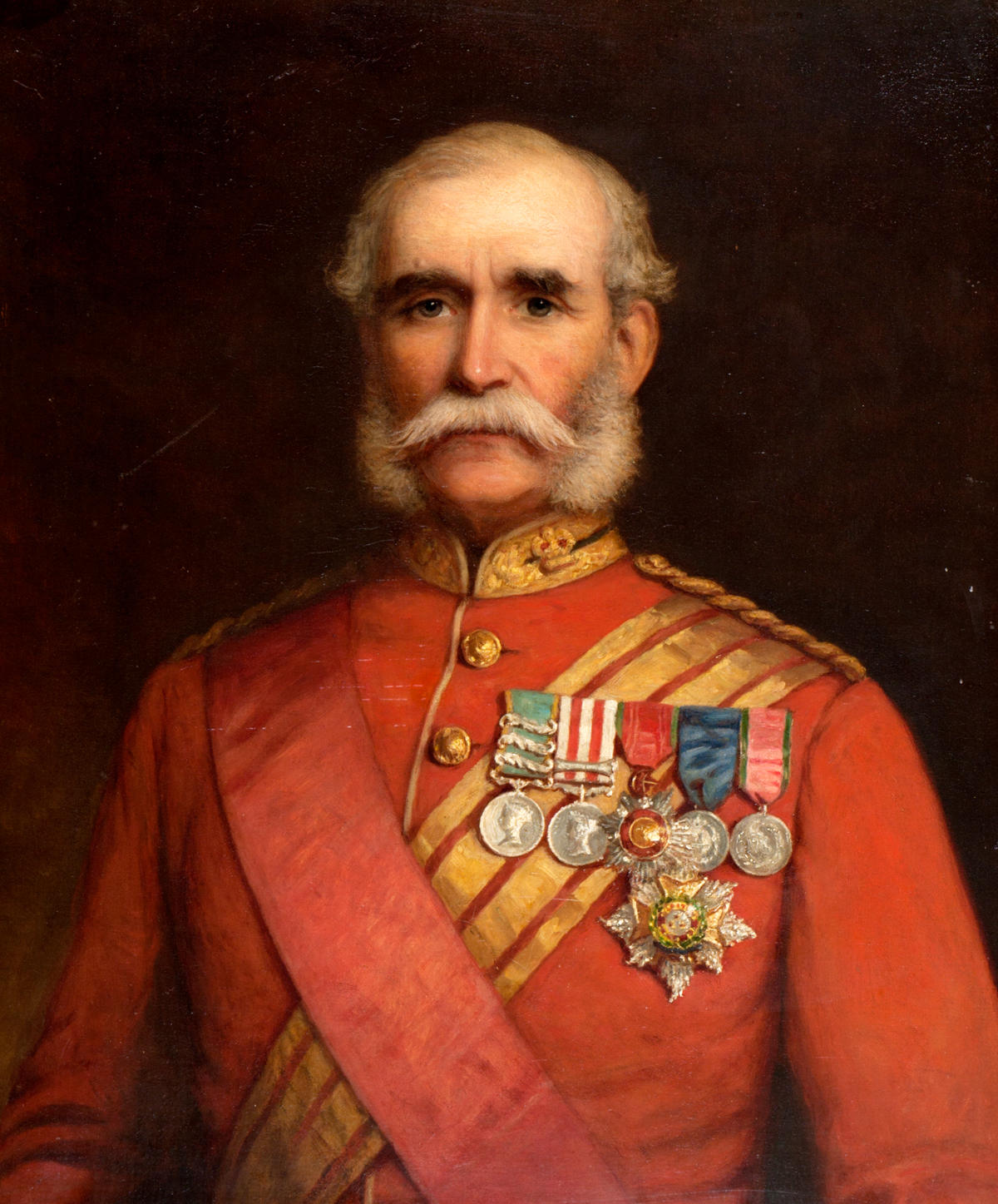
General Sir John Douglas (um 1880)

Sir John Douglas of Glenfinart, GCB (* 7. Juli 1817 (nach anderen Angaben: 1818); †  8. September 1887) war ein britischer Offizier der British Army.

## Leben
John Douglas war der Sohn und Erbe von Generalleutnant Sir Neil Douglas, Gutsherr von Glenfinart House in Argyllshire. Er trat 1833 in das Linieninfanterieregiment 79th (The Queen's Own Cameron Highlanders) Regiment of Foot ein. Während des Krimkrieges nahm er als Kommandeur dieses Regiments an der Schlacht an der Alma (20. September 1854), an der Schlacht bei Balaklawa (25. Oktober 1854) sowie an der Belagerung von Sewastopol (17. Oktober 1854 bis 9. September 1855) teil. Er nahm zudem an der Niederschlagung des Indischen Aufstandes von 1857 teil. Am 16. Mai 1859 wurde er zum Knight Commander des Order of the Bath (KCB) geschlagen, so dass er fortan das Prädikat „Sir“ führte.
Im Oktober 1870 löste Generalmajor Douglas Generalmajor Randal Rumley als Oberkommandierender der Truppen im Militärbezirk Nordbritannien (Commanding the troops in the North British District) ab und bekleidete diese Funktion bis Oktober 1875, woraufhin Generalmajor John Ramsay Stuart seine dortige Nachfolge antrat. Am 2. Juni 1877 wurde er zudem zum Knight Grand Cross des Order of the Bath (GCB) erhoben. Als Nachfolger von General Sir Alfred Horsford wurde er schließlich 1879 Colonel of the 79th Regiment of Foot (Cameron Highlanders) und behielt diese Funktion als Regimentsoberst bis zu seinem Tode am 8. September 1887, woraufhin General Sir Richard Chambré Hayes Taylor seine Nachfolge antrat.
John Douglas heiratete am 1. Juni 1843 Lady Elizabeth Cathcart, Tochter von General Charles Cathcart, 2. Earl Cathcart und Henrietta Mather. Aus dieser Ehe ging der Sohn Charles John Cathcart Douglas († 1926) hervor. Nach seinem Tod wurde John Douglas auf dem Friedhof der St Munn’s Parish Church beigesetzt.